# (815) Coppelia
(815) Coppelia – planetoida z grupy pasa głównego asteroid okrążająca Słońce w ciągu 4 lat i 124 dni w średniej odległości 2,66 au. Została odkryta 2 lutego 1916 roku w Landessternwarte Heidelberg-Königstuhl w Heidelbergu przez Maxa Wolfa. Nazwa pochodzi od komiczno-sentymentalnego baletu Coppélia Léo Delibesa. Przed nadaniem nazwy planetoida nosiła oznaczenie tymczasowe (815) 1916 YU.